# Melanin
 Ikke at forveksle med melamin.
Melaniner er en gruppe af sorte, brune og rødlige lysbeskyttende pigmenter, som findes vidt udbredt både i planteriget og dyreriget. Hos mennesket findes melanin synligt i regnbuehinden, huden og håret. Desuden findes det inde i kroppen, i centralnervesystemet og i binyrerne.
Melaninerne er bedre end nogle kunstige solbeskyttelsesmidler i stand til at absorbere sollys og fordele sollysets energi, uden at der dannes skadelige følger.
Kemisk set er melaniner polymere med mange konjugerede dobbeltbindinger og mange modifikationer. Der er to forskellige melaniner med forskellig kemisk struktur i øje, hud og hår: det brunlige til sorte eumelanin og det gule til rødelige pheomelanin. Begge typer melanin er ofte tilstede samtidig. I centralnervesystemet er der et beslægtet pigment, neuromelanin. 
Mennesker og dyr har specielle celler, som står for produktion af melanin. Disse celler kaldes melanocytter. Der findes specielt mange melanocyter i overhudens (epidermis) underste lag (stratum basale), hvor melaninet absorberer det meste af solens stråler. Melanocytterne producerer ved solens påvirkning mere melanin og spreder sig i overhuden. Melaninpigmenterne farver under denne proces huden mørkere.
Farven af regnbuehinde, hud og hår bestemmes bl.a. af mængden af eumelanin og pheomelanin og disse molekylers kemiske struktur. Jo mindre eumelanin, jo lysere. Jo mere pheomelanin, jo mere rødlig eller gullig. Jo mere eumelanin, jo mørkere.
Melaninpigmentet bestemmer også, hvilken hårfarve mennesker har. Hos rødhårede mangler der melanin, fordi melancortin receptoren mangler, og der altså ikke produceres det brune pigment. 

## Biokemisk syntese
Både i melanocytter og keratinocytter dannes melaninerne i organeller kaldet melanosomer. De første trin i dannelsen af både eumelanin og pheomelanin er identiske og sker ud fra aminosyren tyrosin via DOPA eller DOPA-quinon. Derefter fører forskellige reaktioner til de polymere eumelanin og pheomelanin (se diagrammerne).
Som med de fleste metaboliske reaktioner I kroppen styres omsætningerne af enzymer. Dannelsen af melaniner er komplekst, og mange enkeltheder er ikke kendt endnu, men man ved, at enzymet tyrosinase foretager den første omdannelse af tyrosin, og at mindst en oxidase og en tautomerase medgår i dannelsen af eumelanin. 
MSH, det melanocyt-stimulerende hormon, stimulerer syntesen af melanin og forårsager en udbredning af melanocytterne.
Neuromelanin dannes i centralnervesystemet ved polymerisering af neurotransmittere som dopamin og noradrenaline. Det findes i substantia nigra og locus caeruleus, men det er usikkert, hvilken rolle neuromelaninet har; måske er det bare et biprodukt i stofomsætningen, da dette pigment ikke er fundet i alle pattedyr.

## Sollysets påvirkning og internal conversion
Solens lys består af forskellige stråler. Ultraviolet lys, UV, er kortbølget energirig stråling. Den mest skadelige del af sollyset er UVB. I ubeskyttet hud giver den energirige stråling anledning til at kroppens molekyler går i stykker, dvs. at der dannes radikaler, reaktive stumper af molekyler med en uparret elektron. 
Melanin-molekylerne absorberer den skadelige UV-stråling og omdanner energien til uskadelig varme. Dette foregår ved en fysisk-kemisk process der kaldes ultrafast internal conversion, som medfører at melanin fordeler næsten al den absorberede UV-stråling som varme. Ligesom melanin absorberer både DNA og proteiner energirig stråling med “ultrafast internal conversion”. Tilsammen forhindrer disse molekyler med denne mekanisme, at der dannes DNA-radikaler, der ellers kunne føre til dannelsen af maligne melanomaer og andre former for hudkræft. 
Det umiddelbare response på UV-bestråling er, at de tilstedeværende melanosomer I basal celler, melanocytter og keratinocytter fordeler sig over kernen (danner en såkaldt nuclear cap)-
Ved gentagen UV-bestråling øges aktiviteten og antallet af melanocytter, antallet og størrelsen af melanosomerne øges og melanocytternes arme (dendritter) forlænges og forgrener sig. Melanin overføres til keratinocytterne, og alt i alt medfører det en stor forøgelse af melanin-organeller i overhuden (epidermis).

## Faktorer, der påvirker hudens pigmentering
Vigtigst for hudens pigmentering er eksponeringen til UV-lys. Derudover er hudens pigmentering et samspil af mange biologiske og miljø-mæssige faktorer, men følgende faktorer kan skelnes
- Migrationen af melanoblaster fra crista neuralis
- Differentieringen af melanoblaster til melanocytter
- Aktiviteten af tyrosinase-enzymet og de andre melanin-syntetiserende enzymer
- Syntesen af melanin, mængden og arten
- Udviklingen af melanosomerne, deres størrelse og fordeling
- Overførslen af melanosomer til keratinocytterne
- Nedbrydningen af melanosomerne

## Øjets pigmentering
Farven på regnbuehinden, iris, i øjet bestemmes af indholdet og arten af melanin. Hos mennesker med brune øjne indeholder regnbuehinden eumelanin. Mennesker har blå øjne pga. lysets refleksion i en pigmentfattig regnbuehinde.

## Diverse
Danske forskere har fundet eumelanin mellem linserne i øjnene af 54 millioner år gamle fossiler af stankelben.
Hvorvidt også visse bakterier har melanin, er ikke afklaret. Hos planter og svampe stimuleres dannelsen af melanin, når organismen udsættes for skade.